# 萨布尔
萨布尔（法語：Sabres，法語發音：[sabʁ]）是法国朗德省的一个市镇，属于蒙德马桑区。

## 地理
萨布尔（44°8'53"N, 0°44'23"W）面积160.13 平方千米，位于法国新阿基坦大区朗德省，该省份为法国西南部沿海省份，是法國本土面积第二大的省，北起吉倫特省，西临大西洋，南至大西洋比利牛斯省，东临热尔省，东北与洛特-加龍省接壤。
与萨布尔接壤的市镇（或旧市镇、城区）包括：阿朗戈斯、科芒萨克、拉布里特、吕格隆、吕克塞、新莫尔桑克斯、索尔费里诺、特朗萨克、韦尔、索尔。

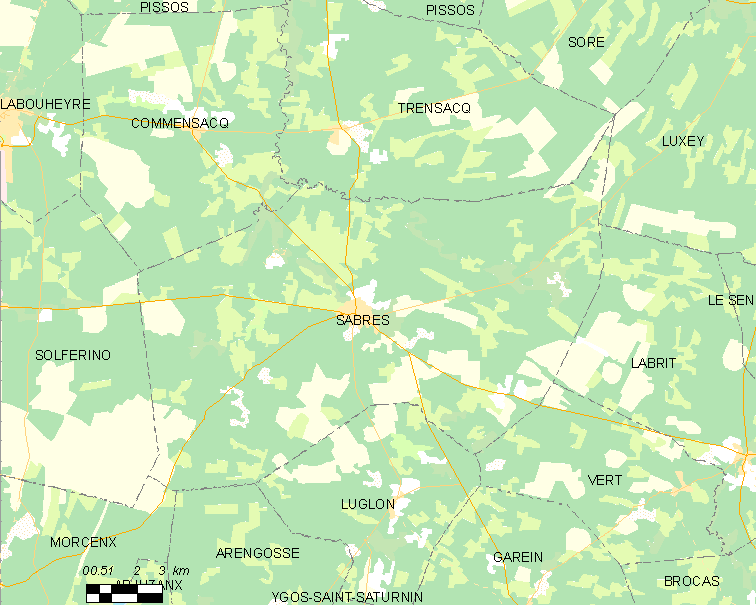
萨布尔的OSM定位图

萨布尔的时区为UTC+01:00、UTC+02:00（夏令时）。

## 行政
萨布尔的邮政编码为40630，INSEE市镇编码为40246。

## 政治
萨布尔所属的省级选区为上朗德-阿马尼亚克县。

## 人口

1962-2008年间萨布尔人口变化图示

萨布尔于2022年1月1日时的人口数量为1191人。